# Мікшер

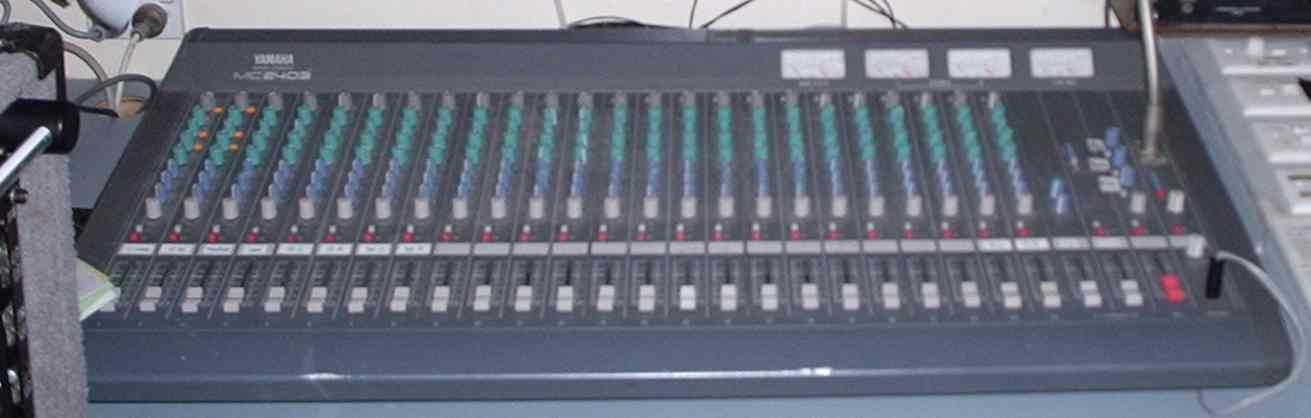
Yamaha 2403

Мі́кшер (мікшерний пульт, або «мікшерна консоль», від англ. «Mixing console», від лат. mixus — мішаний) — електронний музично-акустичний пристрій, який має широкі сервісні можливості — еквалайзер, різноканальний підсилювач, канали ефектів, реверберацію, затримку, монітор, панораму, повернення, вставляння тощо — і дозволяє музиканту поєднувати (мікшувати) різноманітні акустичні властивості звуку музичних інструментів у найширші комбінації.
Мікшерний пульт використовують при звукозаписі, у відтворенні сигналу кількох джерел. Мікшерні пульти бувають двох типів: «split» й «in-line».

## Джерело
- Юрій Юцевич. Музика: словник-довідник. — Тернопіль, 2003. — 404 с. — ISBN 966-7924-10-6. (html-пошук по словнику, djvu)